# Ярославское сражение
Ярославское сражение, также Сражение под Ярославом — битва, произошедшая 17 августа 1245 года у современного города Ярослава (Польша) между галицко-волынскими войсками под предводительством Даниила Романовича Галицкого, при поддержке половецкого отряда, с одной стороны, и дружиной претендента на галицкий стол Ростислава Михайловича, в союзе с войсками венгерского короля Белы IV Арпада и краковского князя Болеслава V, с другой. Стала решающей битвой в войне Даниила Романовича с его племянником Ростиславом в сорокалетней борьбе за власть в Галицко-Волынском княжестве, развернувшейся после гибели в 1205 году Романа Мстиславича Галицкого.

## Предыстория
Впервые Михаил Черниговский овладел Галичем в 1235 году, после того, как Даниил Романович в союзе с Владимиром Рюриковичем киевским в 1234 году провёл поход под Чернигов. Потеря Галича толкнула Даниила даже на то, чтобы 14 октября 1235 года в качестве вассала венгерской короны участвовать в коронации Белы IV в Фехерваре, но это не принесло результатов: при описании дальнейшей борьбы за Галич в 1237 году летопись упоминает у Михаила венгерский гарнизон. Весной 1238 года Михаил занял Киев, а в конце года Даниил окончательно овладел Галичем, воспользовавшись уходом Ростислава Михайловича с боярами на Литву.
Во время монгольского нашествия на Черниговское княжество при возникновении угрозы Киеву Михаил уехал в Венгрию, пытаясь сосватать дочь короля Белы IV за Ростислава, но неудачно. В Киеве Даниил посадил своего тысяцкого Дмитра, принял вернувшегося из Венгрии Михаила, обещал дать ему Киев (осуществлено в 1242 году, после нашествия и до передачи Киева монголами Ярославу Всеволодовичу в 1243), а Ростиславу Михайловичу дал Луцк. Но в отличие от отца, Ростислав не отказался от борьбы.
В 1241 году Ростислав вернулся в Чернигов и провёл два похода на Даниила: первый вместе с болоховскими князьями под Бакоту, за что Романовичи сразу же опустошили болоховские земли, не пострадавшие от монгольского нашествия, поскольку согласились заплатить хлебную дань. Во время второго похода Ростиславу при помощи влиятельного галицкого боярина Володислава Юрьевича удалось на короткое время занять Галич, но при известии о приближении войск Романовичей их противники бежали.
В 1243 году состоялось бракосочетание Ростислава с венгерской принцессой Анной. Михаил Черниговский ездил на их свадьбу в Венгрию, где по какой-то причине оказался нежеланным гостем.
В начавшейся в Польше борьбе за власть Романовичи поддержали Конрада Мазовецкого против его племянника Болеслава Стыдливого, провели в 1243—1244 два похода на Люблинскую землю и добились отказа местной знати от союза с Болеславом. Очевидно, в то же время Ростислав, впервые получив помощь от венгров, вторгся в Галицкое княжество и захватил Перемышль. После возвращения Романовичей из польского похода они освободили от Ростислава и его венгерских союзников Перемышль и отбили два литовских набега вблизи Пересопницы и Пинска, освободив всех пленных.
В 1245 году Ростислав, получив помощь от своих венгерских и польских союзников, осадил город Ярославль. Даниил с братом Васильком и сыном Львом, соединившись с союзными половцами, повели войско под Ярославль, чтобы помочь осажденному гарнизону.

## Ход сражения
Даниил решил нанести удар, не дожидаясь других своих союзников: польских войск Конрада Мазовецкого и литовских войск Миндовга.
17 августа 1245 г. недалеко от г. Ярославля галицкое войско изготовилось к битве, после чего форсировало реку Сан. Половцы переправились первыми. Узнав о приближении противника, Ростислав оставил пехоту у города для противодействия возможной вылазке осаждённых и для охраны осадных орудий, а конницу перевёл через овраг. Таким образом, за спиной войск Ростислава оказался овраг, за спиной войск Даниила — река.
Силы Ростислава были эшелонированы в два полка в глубину (во главе с Ростиславом и Фильнием). Основной удар Ростислав хотел направить на полк Даниила, но Даниил предпочёл сохранить основные силы для решающего удара, направив против Ростислава свой двор под руководством Андрея, а затем укрепив его резервом под руководством 20 бояр, благодаря чему Андрею удалось и дальше связывать силы Ростислава, организованно отступая к реке, хотя дружины троих бояр не выдержали и бросились в бегство.
Тем временем Даниил направил свои основные силы в обход против полка венгерского воеводы Фильния. Первый удар не принёс победы (Даниил был схвачен венграми, но смог вырваться), хотя Лев Данилович сломал своё копьё о Фильния. Затем Даниил выехал из сражения, вновь собрал силы и нанёс решающий удар. Он захватил венгерское знамя и разорвал его на две части. Увидев это, Ростислав обратился в бегство. Его войско понесло большие потери убитыми и пленными, поскольку вынуждено было отступать через овраг.
Практически обособленное от основной битвы противостояние второстепенных сил (поляки и волынское войско Василько Романовича) на фланге закончилось в пользу Василько.

## Последствия
Битва стала развязкой в борьбе Даниила за галицкий престол. Последний претендент на Галич был повержен, что привело к восстановлению единства Галицко-Волынского княжества. Ростислав Михайлович вернулся к тестю, получил от него удел и провёл остаток жизни в Венгрии. В числе других пленных были казнены венгерский воевода Фильний, давний враг Даниила Романовича, и галицкий боярин Владислав Юрьевич, крупнейший из сторонников Ростислава.
Поляки и венгры отступили, оставив все ранее занятые территории. Усилением Даниила обеспокоились в Орде, и он вынужден был в конце 1245—начале 1246 года нанести Батыю визит с изъявлением покорности. Римский папа Иннокентий IV впервые предложил Даниилу королевскую корону (1246—1247), а Бела IV стал союзником Даниила, выдав за его сына Льва свою дочь Констанцию (1247), после чего они провели совместный поход против императора Священной Римской империи Фридриха II Гогенштауфена (1248).

## Память
Битва под Ярославом красочно описана (в основном по данным Ипатьевской летописи, хотя и с неизбежными для беллетристики дополнениями) в историческом романе Алексея Югова «Ратоборцы» (1944—1948 гг.).